# La Glorieuse Aventure (film, 1922)
Ne doit pas être confondu avec La Glorieuse Aventure (The Real Glory), un film américain de 1939.
La Glorieuse Aventure (The Glorious Adventure) est un film britannique muet en couleurs naturelles, réalisé en 1922 par James Stuart Blackton avec le procédé de bichromie soustractive de la société Prizma.

## Distribution
- Diana Cooper : Lady Beatrice Fair.
- Gerald Lawrence (en) : Hugh Argyle.
- Cecil Humphreys (en) : Walter Roderick.
- Victor McLaglen : Bulfinch.